# آندری بورکا
آندری بورکا (انگلیسی: Andrei Burcă؛ زادهٔ ۱۵ آوریل ۱۹۹۳) بازیکن فوتبال اهل رومانی است.
از باشگاه‌هایی که در آن بازی کرده‌است می‌توان به باشگاه فوتبال بوتوشانی، باشگاه فوتبال سی‌اف‌آر کلوژ، و باشگاه فوتبال الاخدود اشاره کرد.
وی همچنین در تیم ملی فوتبال رومانی بازی کرده‌است.